# Сан Маурицио д'Опальо
Сан Маурѝцио д'Опа̀льо (на италиански: San Maurizio d'Opaglio; на пиемонтски: San Mauritsi, Сан Маурици, на местен диалект: San Maurizi, Сан Мауридзи) е малко градче и община в Северна Италия, провинция Новара, регион Пиемонт. Разположено е на 373 m надморска височина. Населението на общината е 3199 души (към 2010 г.).